# Liste der Baudenkmale in Pohle
In der Liste der Baudenkmale in Pohle sind die Baudenkmale der niedersächsischen Gemeinde Pohle und ihrer Ortsteile aufgelistet. Die Quelle der Baudenkmale ist der Denkmalatlas Niedersachsen. Der Stand der Liste ist der 24. April 2020.

## Allgemein
In den Spalten befinden sich folgende Informationen:
- Lage: die Adresse des Baudenkmales und die geographischen Koordinaten. Kartenansicht, um Koordinaten zu setzen. In der Kartenansicht sind Baudenkmale ohne Koordinaten mit einem roten Marker dargestellt und können in der Karte gesetzt werden. Baudenkmale ohne Bild sind mit einem blauen Marker gekennzeichnet, Baudenkmale mit Bild mit einem grünen Marker.
- Bezeichnung: Bezeichnung des Baudenkmales
- Beschreibung: die Beschreibung des Baudenkmales. Unter § 3 Abs. 2 NDSchG werden Einzeldenkmale und unter § 3 Abs. 3 NDSchG Gruppen baulicher Anlagen und deren Bestandteile ausgewiesen.
- ID: die Objekt-ID des Baudenkmales
- Bild: ein Bild des Baudenkmales, ggf. zusätzlich mit einem Link zu weiteren Fotos des Baudenkmals im Medienarchiv Wikimedia Commons. Wenn man auf das Kamerasymbol klickt, können Fotos zu Baudenkmalen aus dieser Liste hochgeladen werden:

## Pohle
| Lage                                              | Bezeichnung              | Beschreibung             | ID       | Bild           |
| ------------------------------------------------- | ------------------------ | ------------------------ | -------- | -------------- |
| Hauptstraße, Pohle 52° 16′ 2″ N, 9° 20′ 54″ O     |                          | Kriegerdenkmal           | 36252848 | Weitere Bilder |
| Hauptstraße 14 52° 15′ 59″ N, 9° 20′ 45″ O        | Hofanlage Hauptstraße 14 | Baudenkmal-Gruppe        | 36216979 | Weitere Bilder |
| Hauptstraße 14, Pohle 52° 15′ 59″ N, 9° 20′ 46″ O |                          | Wohnhaus                 | 36253145 |                |
| Hauptstraße 14, Pohle 52° 15′ 59″ N, 9° 20′ 47″ O |                          | Stall                    | 36253271 |                |
| Hauptstraße 14, Pohle 52° 15′ 59″ N, 9° 20′ 47″ O |                          | Scheune                  | 36253208 |                |
| Hauptstraße 38 52° 15′ 52″ N, 9° 20′ 28″ O        | Hofanlage Hauptstraße 38 | Baudenkmal-Gruppe        | 36216993 | BW             |
| Hauptstraße 38, Pohle 52° 15′ 53″ N, 9° 20′ 26″ O |                          | Hallenhaus               | 36253229 | BW             |
| Hauptstraße 38, Pohle 52° 15′ 52″ N, 9° 20′ 26″ O |                          | Scheune                  | 36253292 | BW             |
| Hauptstraße 38, Pohle 52° 15′ 52″ N, 9° 20′ 26″ O |                          | Wohnhaus                 | 36253166 |                |
| Hauptstraße 56, Pohle 52° 15′ 44″ N, 9° 20′ 12″ O |                          | Gasthaus                 | 36252911 |                |
| Hauptstraße 59 52° 15′ 45″ N, 9° 20′ 16″ O        | Hofanlage Hauptstraße 59 | Baudenkmal-Gruppe        | 36217007 | BW             |
| Hauptstraße 59, Pohle 52° 15′ 45″ N, 9° 20′ 15″ O |                          | Wohnhaus                 | 36253187 | BW             |
| Hauptstraße 59, Pohle 52° 15′ 44″ N, 9° 20′ 16″ O |                          | Stall                    | 36253313 | BW             |
| Hauptstraße 59, Pohle 52° 15′ 45″ N, 9° 20′ 17″ O |                          | Wirtschaftsgebäude       | 36253376 | BW             |
| Hauptstraße 59, Pohle 52° 15′ 45″ N, 9° 20′ 18″ O |                          | Scheune                  | 36253250 | BW             |
| Hauptstraße 65, Pohle 52° 15′ 42″ N, 9° 20′ 12″ O |                          | Wohnhaus                 | 36252951 | BW             |
| Hauptstraße 81, Pohle 52° 15′ 32″ N, 9° 19′ 58″ O |                          | Wohn-/Wirtschaftsgebäude | 36252970 |                |
| Lindenstraße 2 52° 15′ 57″ N, 9° 20′ 30″ O        | Hofanlage Lindenstraße 2 | Baudenkmal-Gruppe        | 36217025 |                |
| Lindenstraße 2, Pohle 52° 15′ 55″ N, 9° 20′ 30″ O |                          | Einfriedung              | 36253101 | BW             |
| Lindenstraße 2, Pohle 52° 15′ 56″ N, 9° 20′ 29″ O |                          | Wohnhaus                 | 36252989 |                |
| Lindenstraße 2, Pohle 52° 15′ 57″ N, 9° 20′ 31″ O |                          | Wirtschaftsgebäude       | 36252804 | BW             |
| Lindenstraße 6, Pohle 52° 15′ 57″ N, 9° 20′ 22″ O | Fachwerkhaus             | Wohn-/Wirtschaftsgebäude | 36253016 |                |